# Valer Comșa

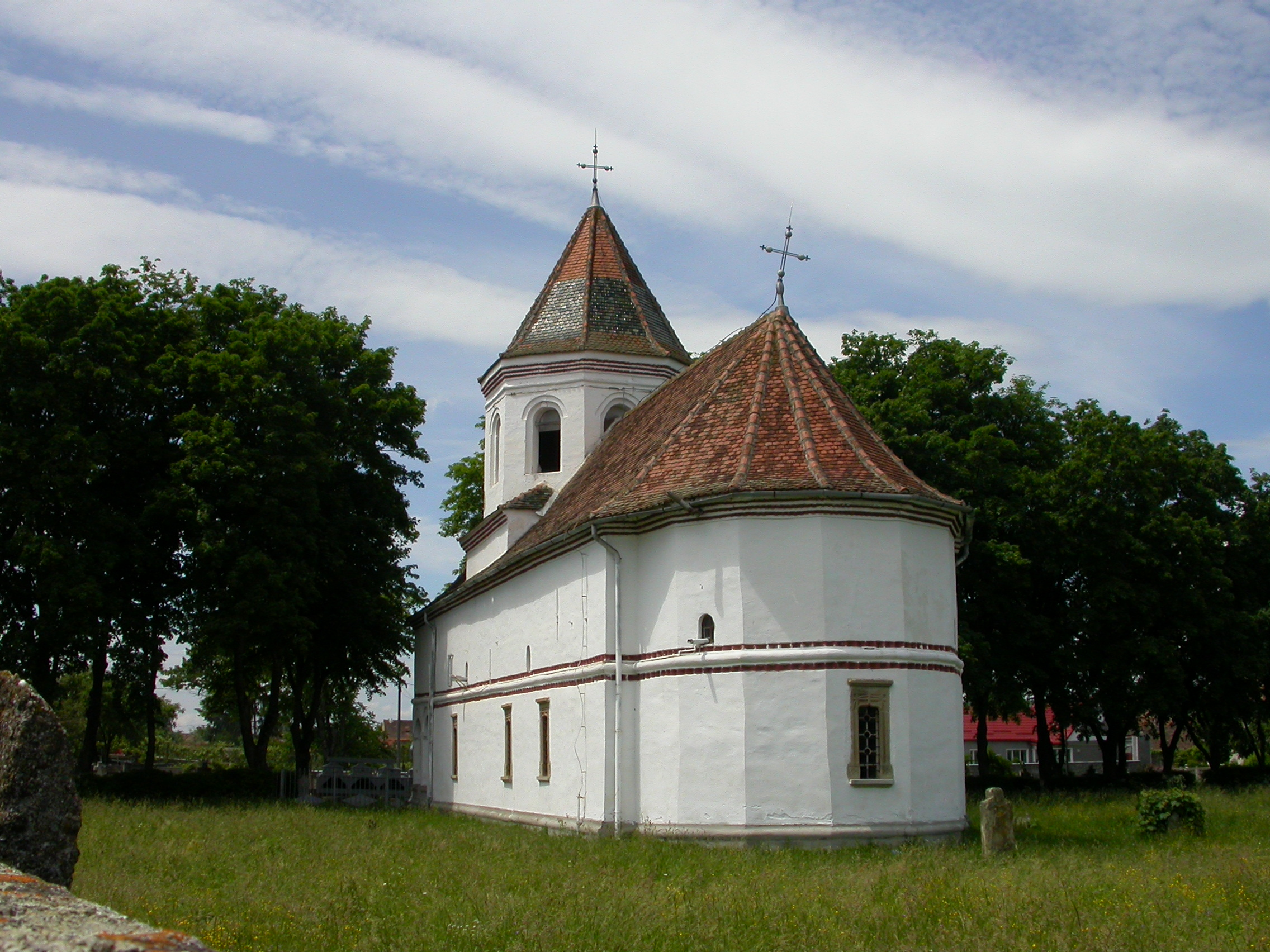
Biserica Sfântul Nicolae din Făgăraș, în care Valer Comșa a slujit ca protopop

Valer Comșa (n. 1877, Copăcel - d. 1922, Copăcel), cunoscut și sub numele de Valeriu P. Comșia, a fost un deputat în Marea Adunare Națională de la Alba Iulia, organismul legislativ reprezentativ al „tuturor românilor din Transilvania, Banat și Țara Ungurească”, cel care a adoptat hotărârea privind Unirea Transilvaniei cu România, la 1 decembrie 1918.

## Biografie
Se naște în 1864 la Copăcel. Urmează studii în drept și teologie.  Moare în satul său natal în 1922.

## Activitate politică
A reprezentat ca delegat Protopopiatul Greco-Catolic al Făgărașului la Marea Adunare Națională de la Alba Iulia.